# Dos Palos Y
Dos Palos Y – jednostka osadnicza w Stanach Zjednoczonych, w stanie Kalifornia, w hrabstwie Merced.